# Oh Lord, What Are You Doing to Me
Oh Lord, What Are You Doing to Me je píseň nahraná roku 1964 americkou zpěvačkou Big Maybelle.
Píseň byla vydaná jako singl s písní Same Old Story (strana "B") u společnosti Scepter Records. Autorem hudby je Luther Dixon a textařem Bert Keyes.
Ve stejný rok nazpívala tuto píseň Dionne Warwick. Byla vydána na jejím druhém albu Anyone Who Had a Heart u společnosti Scepter Records. Byla umístěna jako šestá skladba alba na straně "A".

## Další coververze
- Maxine Brown (1964)[2]
- Brenda & the Tabulations (1967) na jejich albu Dry Your Eyes[3]
- Freddie North (1968) na straně "A" se singlem A Long Hard Road na straně "B"[4]
- Leslie Uggams (1972) na svém albu Try To See It My Way[5]
- Tommy Hunt (1986) na svém albu Your Man[6]